# 澳洲稻
澳洲稻（学名：Oryza australiensis）为禾本科稻屬下的一个种。种加名 australiensis 意为“澳大利亚的”。